# Petra (kommun)
Petra är en kommun i Spanien. Den ligger i den autonoma regionen Balearerna i östra delen av landet. Antalet invånare är 3 184 (2024). Petra ligger på ön Mallorca.